# Жерствянка (Вілейський район, Любанська сільська рада)
Жерствянка (біл. вёска Жерсцвянка) — село в складі Вілейського району Мінської області, Білорусь. Село підпорядковане Любанській сільській раді, розташоване в північній частині області.